# Guglielmo Cavallo

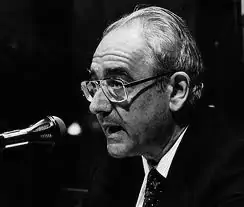
Guglielmo Cavallo

Guglielmo Cavallo (* 18. August 1938 in Carovigno) ist ein italienischer Paläograph.

## Biografie
Nach dem Studienabschluss an der Universität Bari bei Alessandro Pratesi im Jahre 1961 lehrte er zunächst Paläographie und Diplomatik in Bari, 1975 wurde er für Lateinische Paläographie an die Scuola Speciale per Archivisti e Bibliotecari in Rom berufen, 1978 übernahm er den Lehrstuhl für Griechische Paläographie an der Sapienza. Schwerpunkte seiner Forschungen sind die Überlieferungsgeschichte der klassischen Autoren, daneben die wechselseitigen Einflüsse verschiedener Schriftsysteme in den gemischtsprachigen Gebieten im Süden Italiens. Ein Beispiel dafür sind die Exultet-Rollen.
Mit Giovanna Nicolaj hat er eine zweite Reihe der Chartae Latinae Antiquiores begründet, die Urkunden des neunten Jahrhunderts präsentieren sollen, zunächst aus italienischen Archiven. Die Reihe beginnt mit Band 50, der 1997 erschienen ist und Dokumente aus dem Archiv der Abtei Cava de’ Tirreni enthält (insgesamt drei Bände). Umfangreichere Bestände stammen aus dem Staatsarchiv Siena (3 Bände), Piacenza (8 Bände) und dem erzbischöflichen Archiv von Lucca (11 Bände). Die Bände 100–109, zwischen 2006 und 2016 veröffentlicht, enthalten Urkunden des Stiftsarchivs St. Gallen.
Seit 2002 ist Cavallo socio nazionale der Accademia dei Lincei, bei der er auch der Kommission für die nationale Ausgabe der griechischen und lateinischen Klassiker angehört. Der Accademia delle Scienze di Torino gehört er seit 1996 als korrespondierendes Mitglied an. Außerdem ist er Mitglied des Comité International de Paléographie Grecque (CIPG) und des Comité international de paléographie latine (CIPL). Ferner ist er Ehrenmitglied der Società di Storia Patria per la Puglia.
1995 wurde ihm die Medaglia d'oro ai benemeriti della cultura e dell'arte verliehen, 1999 wurde er zum Ufficiale des Verdienstordens der Italienischen Republik ernannt.

## Veröffentlichungen (Auswahl)
- Pregare nel segreto: libri d'ore e testi di spiritualità nella tradizione cristiana. Direzione scientifica Guglielmo Cavallo. - Roma : De Luca, 1994. - XVIII, 204 S. (Katalog einer Ausstellung an der Biblioteca Vallicelliana; Informationen)
- Epigrafia medievale greca e latina. Ideologia e funzione. Atti del seminario di Erice (Tp) (12-18 settembre 1991), a cura di Guglielmo Cavallo e Cyril Mango, Spoleto 1995, ISBN 88-7988-445-X
- La cultura italo-greca nella produzione libraria. In: AA.VV.: I Bizantini in Italia. Libri Scheiwiller, Milano 1982, S. 495–612 (Online bei Scribd.)